# «Balaenoptera» ryani
«Balaenoptera» ryani és una espècie extinta de cetaci de la família dels balenoptèrids del Miocè superior de Califòrnia. En un primer moment fou classificat en el si Balaenoptera, però avui en dia es reconeix que és més primitiva que cap altre balenoptèrid fòssil o vivent i, per tant, li fa menester un nou nom genèric.

## Taxonomia
L'holotip d'aquesta espècie és CASG 1733, un crani parcial del Miocè superior (Tortonià) provinent de la formació de Monterey, a Saucito Rancho (Califòrnia). En la seva descripció de Parabalaenoptera, Zeigler et al. (1997) assignaren B. ryani als cetotèrids, però una revisió recent dels balenoptèrids fòssils el considera un gènere a part de balenoptèrid basant-se en una combinació única de caràcters primitius i derivats.

## Descripció
Demere et al. (2005) apunten que «Balaenoptera» ryani es pot diagnosticar per una combinació única de caràcters que es troben tant en els balenoptèrids com en els talassoteris no balenoptèrids: l'apòfisi supraorbitària de l'os frontal deprimida abruptament per sota del vèrtex, l'encavalcament dels ossos parietals amb el cantó posteromedial de l'apòfisi supraorbitària del frontal, la fenedura escatosa tortuosa i orientada horitzontalment, crestes lambdoidals en sobreplom de la fossa temporal, i l'os petrós amb l'apòfisi anterior triangular, l'escut supraoccipital marcadament triangular, el parietal amb una exposició estreta al vèrtex i l'absència d'encavalcament entre l'ala anterior del parietal i l'apòfisi ascendent del maxil·lar superior.